# Оук-Гілл (Канзас)
Оук-Гілл (англ. Oak Hill) — місто (англ. city) в США, в окрузі Клей штату Канзас. Населення — 24 особи (2010).

## Географія
Оук-Гілл розташований за координатами 39°14′48″ пн. ш. 97°20′35″ зх. д. / 39.24667° пн. ш. 97.34306° зх. д. (39.246559, -97.342977).  За даними Бюро перепису населення США в 2010 році місто мало площу 0,12 км², уся площа — суходіл. В 2017 році площа становила 0,13 км², уся площа — суходіл.

## Демографія
Згідно з переписом 2010 року, у місті мешкали 24 особи в 11 домогосподарстві у складі 7 родин. Густота населення становила 197 осіб/км².  Було 19 помешкань (156/км²).
Расовий склад населення:
| - 95,8 % — білих |

До двох чи більше рас належало 4,2 %. Частка іспаномовних становила 0,0 % від усіх жителів.
За віковим діапазоном населення розподілялося таким чином: 12,5 % — особи молодші 18 років, 70,8 % — особи у віці 18—64 років, 16,7 % — особи у віці 65 років та старші. Медіана віку мешканця становила 46,0 року. На 100 осіб жіночої статі у місті припадало 100,0 чоловіків;  на 100 жінок у віці від 18 років та старших — 90,9 чоловіків також старших 18 років.
За межею бідності перебувало 82,4 % осіб, у тому числі 92,9 % дітей у віці до 18 років та 0,0 % осіб у віці 65 років та старших.
Цивільне працевлаштоване населення становило 24 особи. Основні галузі зайнятості: сільське господарство, лісництво, риболовля — 83,3 %, роздрібна торгівля — 8,3 %, виробництво — 4,2 %, фінанси, страхування та нерухомість — 4,2 %.